# Pasar Muara Aman
Pasar Muara Aman is een bestuurslaag in het regentschap Lebong van de provincie Bengkulu, Indonesië. Pasar Muara Aman telt 1536 inwoners (volkstelling 2010).